# Nikola Zečević
Nikola Zečević (in serbo Никола Зечевић?; Kraljevo, 16 giugno 2004) è un calciatore serbo, difensore dell'Häcken.

## Caratteristiche tecniche
Gioca come difensore centrale.

## Carriera
Zečević è cresciuto nel settore giovanile del Voždovac con cui ha firmato il primo contratto professionistico l'11 gennaio 2023. Un mese più tardi ha debuttato in prima squadra nell'incontro di Superliga perso per 6-0 contro la Stella Rossa.
Il 6 febbraio 2024 è stato acquistato a titolo definitivo dall'Häcken.

## Statistiche

### Presenze e reti nei club
Statistiche aggiornate al 30 aprile 2024.
| Stagione        | Squadra         | Campionato      | Campionato | Campionato | Coppe nazionali | Coppe nazionali | Coppe nazionali | Coppe continentali | Coppe continentali | Coppe continentali | Altre coppe | Altre coppe | Altre coppe | Totale | Totale | Totale |
| Stagione        | Squadra         | Comp            | Pres       | Reti       | Comp            | Pres            | Reti            | Comp               | Pres               | Reti               | Comp        | Pres        | Reti        | Pres   | Reti   |        |
| --------------- | --------------- | --------------- | ---------- | ---------- | --------------- | --------------- | --------------- | ------------------ | ------------------ | ------------------ | ----------- | ----------- | ----------- | ------ | ------ | ------ |
| 2022-2023       | Voždovac        | SL              | 11         | 0          | CS              | 0               | 0               |                    | -                  | -                  |             | -           | -           | 11     | 0      |        |
| 2023-gen. 2024  | Voždovac        | SL              | 17         | 0          | CS              | 0               | 0               |                    | -                  | -                  |             | -           | -           | 17     | 0      |        |
| 2024            | Häcken          | A               | 1          | 0          | CS+CS           | 3+0             | 0               |                    | -                  | -                  |             | -           | -           | 4      | 0      |        |
| Totale carriera | Totale carriera | Totale carriera | 29         | 0          |                 | 3               | 0               |                    | -                  | -                  |             | -           | -           | 32     | 0      |        |